# Volta ao País Basco de 2017
A 57.ª edição da Volta ao País Basco, foi uma corrida de ciclismo de estrada por etapas que se celebrou entre 3 e 8 de abril de 2017 no País Basco (comunidade autónoma espanhola), com início na cidade de Pamplona e final em Eibar. Esteve composta por seis etapas: cinco em estrada e a última em contrarrelógio, completando assim um percurso de 828,8 quilómetros.
A corrida fez parte do UCI WorldTour de 2017, calendário ciclístico de máximo nível mundial, sendo a décima-quarta corrida de dito circuito.
A corrida foi vencida pelo corredor espanhol Alejandro Valverde da equipa Movistar Team, em segundo lugar Alberto Contador (Trek-Segafredo) e em terceiro lugar Ion Izagirre (Bahrain-Merida).

## Equipas participantes
Tomaram parte na corrida 20 equipas: 18 de categoria UCI WorldTour de 2017 convidados pela organização; 2 de categoria Profissional Continental. Formando assim um pelotão de 160 ciclistas dos que acabaram 129. As equipas participantes foram:
| Equipes WorldTeam (18)- AG2R La Mondiale - Astana - Bahrain-Merida - Bora-Hansgrohe - Cannondale-Drapac - Dimension Data - FDJ - Katusha-Alpecin - Lotto-Soudal - Lotto NL-Jumbo - Movistar Team - Orica-Scott - Quick-Step Floors - Sky - Team Sunweb - Trek-Segafredo - UAE Team Emirates - BMC Racing Team Equipes profissionais Continentais (2)- Caja Rural-Seguros RGA - Cofidis, Solutions Crédits |
| |

## Etapas
| Etapa | Data   | Percurso                            | type                      | Distância (km) | Vencedor           | Líder geral        |
| ----- | ------ | ----------------------------------- | ------------------------- | -------------- | ------------------ | ------------------ |
| 1     | 3 abr. | Pamplona – Valle de Egüés-Eguesibar | etapa escarpada           | 153,3          | Michael Matthews   | Michael Matthews   |
| 2     | 4 abr. | Pamplona – Elciego                  | média montanha            | 173,4          | Michael Albasini   | Michael Matthews   |
| 3     | 5 abr. | Vitoria-Gasteiz – San Sebastián     | média montanha            | 160,5          | David de la Cruz   | David de la Cruz   |
| 4     | 6 abr. | San Sebastián – Bilbau              | média montanha            | 174,1          | Primož Roglič      | David de la Cruz   |
| 5     | 7 abr. | Bilbau – Eibar                      | alta montanha             | 139,8          | Alejandro Valverde | Alejandro Valverde |
| 6     | 8 abr. | Eibar – Eibar                       | contrarrelógio individual | 27,7           | Primož Roglič      | Alejandro Valverde |

## Desenvolvimento da corrida

### Etapa 1
| \| Classificação por etapas \| Classificação por etapas \| Classificação por etapas \| Classificação por etapas \| Classificação por etapas \| \| Ciclista \| Ciclista \| Equipe \| Tempo \| \| \| ------------------------ \| ------------------------ \| ------------------------ \| ------------------------ \| ------------------------ \| \| 1. \| Michael Matthews \| Team Sunweb \| 3h45m07s \| \| \| 2. \| Jay McCarthy \| Bora-Hansgrohe \| + 0s \| \| \| 3. \| Simon Gerrans \| Orica-Scott \| + 0s \| \| \| 4. \| Jhonatan Restrepo \| Katusha-Alpecin \| + 0s \| \| \| 5. \| Sean De Bie \| Lotto-Soudal \| + 0s \| \| \| 6. \| Maximiliano Richeze \| Quick-Step Floors \| + 0s \| \| \| 7. \| Rigoberto Urán \| Cannondale-Drapac \| + 0s \| \| \| 8. \| Anthony Roux \| FDJ \| + 0s \| \| \| 9. \| Ben Swift \| UAE Team Emirates \| + 0s \| \| \| 10. \| Gregor Mühlberger \| Bora-Hansgrohe \| + 0s \| \| |                     |                   |          |
| |                     |                   |          |
| Fonte: ProCyclingStats |                     |                   |          |
| Classificação por etapas |                     |                   |          |
| Ciclista | Ciclista            | Equipe            | Tempo    |
| 1. | Michael Matthews    | Team Sunweb       | 3h45m07s |
| 2. | Jay McCarthy        | Bora-Hansgrohe    | + 0s     |
| 3. | Simon Gerrans       | Orica-Scott       | + 0s     |
| 4. | Jhonatan Restrepo   | Katusha-Alpecin   | + 0s     |
| 5. | Sean De Bie         | Lotto-Soudal      | + 0s     |
| 6. | Maximiliano Richeze | Quick-Step Floors | + 0s     |
| 7. | Rigoberto Urán      | Cannondale-Drapac | + 0s     |
| 8. | Anthony Roux        | FDJ               | + 0s     |
| 9. | Ben Swift           | UAE Team Emirates | + 0s     |
| 10. | Gregor Mühlberger   | Bora-Hansgrohe    | + 0s     |

| \| Classificação geral \| Classificação geral \| Classificação geral \| Classificação geral \| Classificação geral \| \| Ciclista \| Ciclista \| Equipe \| Tempo \| \| \| ------------------- \| ------------------- \| ------------------- \| ------------------- \| ------------------- \| \| 1. \| Michael Matthews \| Team Sunweb \| 3h45m07s \| \| \| 2. \| Jay McCarthy \| Bora-Hansgrohe \| + 0s \| \| \| 3. \| Simon Gerrans \| Orica-Scott \| + 0s \| \| \| 4. \| Jhonatan Restrepo \| Katusha-Alpecin \| + 0s \| \| \| 5. \| Sean De Bie \| Lotto-Soudal \| + 0s \| \| \| 6. \| Maximiliano Richeze \| Quick-Step Floors \| + 0s \| \| \| 7. \| Rigoberto Urán \| Cannondale-Drapac \| + 0s \| \| \| 8. \| Anthony Roux \| FDJ \| + 0s \| \| \| 9. \| Ben Swift \| UAE Team Emirates \| + 0s \| \| \| 10. \| Gregor Mühlberger \| Bora-Hansgrohe \| + 0s \| \| |                     |                   |          |
| |                     |                   |          |
| Fonte: ProCyclingStats |                     |                   |          |
| Classificação geral |                     |                   |          |
| Ciclista | Ciclista            | Equipe            | Tempo    |
| 1. | Michael Matthews    | Team Sunweb       | 3h45m07s |
| 2. | Jay McCarthy        | Bora-Hansgrohe    | + 0s     |
| 3. | Simon Gerrans       | Orica-Scott       | + 0s     |
| 4. | Jhonatan Restrepo   | Katusha-Alpecin   | + 0s     |
| 5. | Sean De Bie         | Lotto-Soudal      | + 0s     |
| 6. | Maximiliano Richeze | Quick-Step Floors | + 0s     |
| 7. | Rigoberto Urán      | Cannondale-Drapac | + 0s     |
| 8. | Anthony Roux        | FDJ               | + 0s     |
| 9. | Ben Swift           | UAE Team Emirates | + 0s     |
| 10. | Gregor Mühlberger   | Bora-Hansgrohe    | + 0s     |

### Etapa 2
| \| Classificação por etapas \| Classificação por etapas \| Classificação por etapas \| Classificação por etapas \| Classificação por etapas \| \| Ciclista \| Ciclista \| Equipe \| Tempo \| \| \| ------------------------ \| ------------------------ \| ------------------------ \| ------------------------ \| ------------------------ \| \| 1. \| Michael Albasini \| Orica-Scott \| 4h35m22s \| \| \| 2. \| Maximiliano Richeze \| Quick-Step Floors \| + 0s \| \| \| 3. \| Sean De Bie \| Lotto-Soudal \| + 0s \| \| \| 4. \| Michael Matthews \| Team Sunweb \| + 0s \| \| \| 5. \| Paul Martens \| LottoNL-Jumbo \| + 0s \| \| \| 6. \| Matej Mohorič \| UAE Team Emirates \| + 0s \| \| \| 7. \| Alejandro Valverde \| Movistar Team \| + 0s \| \| \| 8. \| Rudy Molard \| FDJ \| + 0s \| \| \| 9. \| Manuele Mori \| UAE Team Emirates \| + 0s \| \| \| 10. \| Michał Kwiatkowski \| Team Sky \| + 0s \| \| |                     |                   |          |
| |                     |                   |          |
| Fonte: ProCyclingStats |                     |                   |          |
| Classificação por etapas |                     |                   |          |
| Ciclista | Ciclista            | Equipe            | Tempo    |
| 1. | Michael Albasini    | Orica-Scott       | 4h35m22s |
| 2. | Maximiliano Richeze | Quick-Step Floors | + 0s     |
| 3. | Sean De Bie         | Lotto-Soudal      | + 0s     |
| 4. | Michael Matthews    | Team Sunweb       | + 0s     |
| 5. | Paul Martens        | LottoNL-Jumbo     | + 0s     |
| 6. | Matej Mohorič       | UAE Team Emirates | + 0s     |
| 7. | Alejandro Valverde  | Movistar Team     | + 0s     |
| 8. | Rudy Molard         | FDJ               | + 0s     |
| 9. | Manuele Mori        | UAE Team Emirates | + 0s     |
| 10. | Michał Kwiatkowski  | Team Sky          | + 0s     |

| \| Classificação geral \| Classificação geral \| Classificação geral \| Classificação geral \| Classificação geral \| \| Ciclista \| Ciclista \| Equipe \| Tempo \| \| \| ------------------- \| ------------------- \| ------------------- \| ------------------- \| ------------------- \| \| 1. \| Michael Matthews \| Team Sunweb \| 8h20m29s \| \| \| 2. \| Maximiliano Richeze \| Quick-Step Floors \| + 0s \| \| \| 3. \| Sean De Bie \| Lotto-Soudal \| + 0s \| \| \| 4. \| Michaek Schwarzmann \| Bora-Hansgrohe \| + 0s \| \| \| 5. \| Alejandro Valverde \| Movistar Team \| + 0s \| \| \| 6. \| Jay McCarthy \| Bora-Hansgrohe \| + 0s \| \| \| 7. \| Matej Mohorič \| UAE Team Emirates \| + 0s \| \| \| 8. \| Patrick Konrad \| Bora-Hansgrohe \| + 0s \| \| \| 9. \| Michał Kwiatkowski \| Team Sky \| + 0s \| \| \| 10. \| Anthony Roux \| FDJ \| + 0s \| \| |                     |                   |          |
| |                     |                   |          |
| Fonte: ProCyclingStats |                     |                   |          |
| Classificação geral |                     |                   |          |
| Ciclista | Ciclista            | Equipe            | Tempo    |
| 1. | Michael Matthews    | Team Sunweb       | 8h20m29s |
| 2. | Maximiliano Richeze | Quick-Step Floors | + 0s     |
| 3. | Sean De Bie         | Lotto-Soudal      | + 0s     |
| 4. | Michaek Schwarzmann | Bora-Hansgrohe    | + 0s     |
| 5. | Alejandro Valverde  | Movistar Team     | + 0s     |
| 6. | Jay McCarthy        | Bora-Hansgrohe    | + 0s     |
| 7. | Matej Mohorič       | UAE Team Emirates | + 0s     |
| 8. | Patrick Konrad      | Bora-Hansgrohe    | + 0s     |
| 9. | Michał Kwiatkowski  | Team Sky          | + 0s     |
| 10. | Anthony Roux        | FDJ               | + 0s     |

### Etapa 3
| \| Classificação por etapas \| Classificação por etapas \| Classificação por etapas \| Classificação por etapas \| Classificação por etapas \| \| Ciclista \| Ciclista \| Equipe \| Tempo \| \| \| ------------------------ \| ------------------------ \| ------------------------ \| ------------------------ \| ------------------------ \| \| 1. \| David de la Cruz \| Quick-Step Floors \| 3h54m25s \| \| \| 2. \| Michał Kwiatkowski \| Team Sky \| + 3s \| \| \| 3. \| Jay McCarthy \| Bora-Hansgrohe \| + 3s \| \| \| 4. \| Alejandro Valverde \| Movistar Team \| + 3s \| \| \| 5. \| Giovanni Visconti \| Bahrain-Merida \| + 3s \| \| \| 6. \| Rudy Molard \| FDJ \| + 3s \| \| \| 7. \| Diego Ulissi \| UAE Team Emirates \| + 3s \| \| \| 8. \| Patrick Konrad \| Bora-Hansgrohe \| + 3s \| \| \| 9. \| Tosh Van der Sande \| Lotto-Soudal \| + 3s \| \| \| 10. \| Warren Barguil \| Team Sunweb \| + 3s \| \| |                    |                   |          |
| |                    |                   |          |
| Fonte: ProCyclingStats |                    |                   |          |
| Classificação por etapas |                    |                   |          |
| Ciclista | Ciclista           | Equipe            | Tempo    |
| 1. | David de la Cruz   | Quick-Step Floors | 3h54m25s |
| 2. | Michał Kwiatkowski | Team Sky          | + 3s     |
| 3. | Jay McCarthy       | Bora-Hansgrohe    | + 3s     |
| 4. | Alejandro Valverde | Movistar Team     | + 3s     |
| 5. | Giovanni Visconti  | Bahrain-Merida    | + 3s     |
| 6. | Rudy Molard        | FDJ               | + 3s     |
| 7. | Diego Ulissi       | UAE Team Emirates | + 3s     |
| 8. | Patrick Konrad     | Bora-Hansgrohe    | + 3s     |
| 9. | Tosh Van der Sande | Lotto-Soudal      | + 3s     |
| 10. | Warren Barguil     | Team Sunweb       | + 3s     |

| \| Classificação geral \| Classificação geral \| Classificação geral \| Classificação geral \| Classificação geral \| \| Ciclista \| Ciclista \| Equipe \| Tempo \| \| \| ------------------- \| ------------------- \| ------------------- \| ------------------- \| ------------------- \| \| 1. \| David de la Cruz \| Quick-Step Floors \| 12h14m54s \| \| \| 2. \| Jay McCarthy \| Bora-Hansgrohe \| + 3s \| \| \| 3. \| Alejandro Valverde \| Movistar Team \| + 3s \| \| \| 4. \| Michał Kwiatkowski \| Team Sky \| + 3s \| \| \| 5. \| Patrick Konrad \| Bora-Hansgrohe \| + 3s \| \| \| 6. \| Rudy Molard \| FDJ \| + 3s \| \| \| 7. \| Tosh Van der Sande \| Lotto-Soudal \| + 3s \| \| \| 8. \| Luis León Sánchez \| Astana \| + 3s \| \| \| 9. \| Romain Bardet \| AG2R La Mondiale \| + 3s \| \| \| 10. \| Rubén Fernández \| Movistar Team \| + 3s \| \| |                    |                   |           |
| |                    |                   |           |
| Fonte: ProCyclingStats |                    |                   |           |
| Classificação geral |                    |                   |           |
| Ciclista | Ciclista           | Equipe            | Tempo     |
| 1. | David de la Cruz   | Quick-Step Floors | 12h14m54s |
| 2. | Jay McCarthy       | Bora-Hansgrohe    | + 3s      |
| 3. | Alejandro Valverde | Movistar Team     | + 3s      |
| 4. | Michał Kwiatkowski | Team Sky          | + 3s      |
| 5. | Patrick Konrad     | Bora-Hansgrohe    | + 3s      |
| 6. | Rudy Molard        | FDJ               | + 3s      |
| 7. | Tosh Van der Sande | Lotto-Soudal      | + 3s      |
| 8. | Luis León Sánchez  | Astana            | + 3s      |
| 9. | Romain Bardet      | AG2R La Mondiale  | + 3s      |
| 10. | Rubén Fernández    | Movistar Team     | + 3s      |

### Etapa 4
| \| Classificação por etapas \| Classificação por etapas \| Classificação por etapas \| Classificação por etapas \| Classificação por etapas \| \| Ciclista \| Ciclista \| Equipe \| Tempo \| \| \| ------------------------ \| ------------------------ \| ------------------------ \| ------------------------ \| ------------------------ \| \| 1. \| Primož Roglič \| LottoNL-Jumbo \| 4h23m46s \| \| \| 2. \| Michael Matthews \| Team Sunweb \| + 3s \| \| \| 3. \| Giovanni Visconti \| Bahrain-Merida \| + 3s \| \| \| 4. \| Michał Kwiatkowski \| Team Sky \| + 3s \| \| \| 5. \| Simon Yates \| Orica-Scott \| + 3s \| \| \| 6. \| Patrick Konrad \| Bora-Hansgrohe \| + 3s \| \| \| 7. \| Rudy Molard \| FDJ \| + 3s \| \| \| 8. \| Diego Ulissi \| UAE Team Emirates \| + 3s \| \| \| 9. \| Emanuel Buchmann \| Bora-Hansgrohe \| + 3s \| \| \| 10. \| Alejandro Valverde \| Movistar Team \| + 3s \| \| |                    |                   |          |
| |                    |                   |          |
| Fonte: ProCyclingStats |                    |                   |          |
| Classificação por etapas |                    |                   |          |
| Ciclista | Ciclista           | Equipe            | Tempo    |
| 1. | Primož Roglič      | LottoNL-Jumbo     | 4h23m46s |
| 2. | Michael Matthews   | Team Sunweb       | + 3s     |
| 3. | Giovanni Visconti  | Bahrain-Merida    | + 3s     |
| 4. | Michał Kwiatkowski | Team Sky          | + 3s     |
| 5. | Simon Yates        | Orica-Scott       | + 3s     |
| 6. | Patrick Konrad     | Bora-Hansgrohe    | + 3s     |
| 7. | Rudy Molard        | FDJ               | + 3s     |
| 8. | Diego Ulissi       | UAE Team Emirates | + 3s     |
| 9. | Emanuel Buchmann   | Bora-Hansgrohe    | + 3s     |
| 10. | Alejandro Valverde | Movistar Team     | + 3s     |

| \| Classificação geral \| Classificação geral \| Classificação geral \| Classificação geral \| Classificação geral \| \| Ciclista \| Ciclista \| Equipe \| Tempo \| \| \| ------------------- \| ------------------- \| ------------------- \| ------------------- \| ------------------- \| \| 1. \| David de la Cruz \| Quick-Step Floors \| 16h38m43s \| \| \| 2. \| Primož Roglič \| LottoNL-Jumbo \| + 0s \| \| \| 3. \| Michał Kwiatkowski \| Team Sky \| + 3s \| \| \| 4. \| Alejandro Valverde \| Movistar Team \| + 3s \| \| \| 5. \| Patrick Konrad \| Bora-Hansgrohe \| + 3s \| \| \| 6. \| Rudy Molard \| FDJ \| + 3s \| \| \| 7. \| George Bennett \| LottoNL-Jumbo \| + 3s \| \| \| 8. \| Rubén Fernández \| Movistar Team \| + 3s \| \| \| 9. \| Rigoberto Urán \| Cannondale-Drapac \| + 3s \| \| \| 10. \| Romain Bardet \| AG2R La Mondiale \| + 3s \| \| |                    |                   |           |
| |                    |                   |           |
| Fonte: ProCyclingStats |                    |                   |           |
| Classificação geral |                    |                   |           |
| Ciclista | Ciclista           | Equipe            | Tempo     |
| 1. | David de la Cruz   | Quick-Step Floors | 16h38m43s |
| 2. | Primož Roglič      | LottoNL-Jumbo     | + 0s      |
| 3. | Michał Kwiatkowski | Team Sky          | + 3s      |
| 4. | Alejandro Valverde | Movistar Team     | + 3s      |
| 5. | Patrick Konrad     | Bora-Hansgrohe    | + 3s      |
| 6. | Rudy Molard        | FDJ               | + 3s      |
| 7. | George Bennett     | LottoNL-Jumbo     | + 3s      |
| 8. | Rubén Fernández    | Movistar Team     | + 3s      |
| 9. | Rigoberto Urán     | Cannondale-Drapac | + 3s      |
| 10. | Romain Bardet      | AG2R La Mondiale  | + 3s      |

### Etapa 5
| \| Classificação por etapas \| Classificação por etapas \| Classificação por etapas \| Classificação por etapas \| Classificação por etapas \| \| Ciclista \| Ciclista \| Equipe \| Tempo \| \| \| ------------------------ \| ------------------------ \| ------------------------ \| ------------------------ \| ------------------------ \| \| 1. \| Alejandro Valverde \| Movistar Team \| 3h26m32s \| \| \| 2. \| Romain Bardet \| AG2R La Mondiale \| + 0s \| \| \| 3. \| Rigoberto Urán \| Cannondale-Drapac \| + 0s \| \| \| 4. \| Michael Woods \| Cannondale-Drapac \| + 0s \| \| \| 5. \| Louis Meintjes \| UAE Team Emirates \| + 0s \| \| \| 6. \| Alberto Contador \| Trek-Segafredo \| + 3s \| \| \| 7. \| Ion Izagirre \| Bahrain-Merida \| + 15s \| \| \| 8. \| Sergio Henao \| Team Sky \| + 15s \| \| \| 9. \| Simon Yates \| Orica-Scott \| + 15s \| \| \| 10. \| David de la Cruz \| Quick-Step Floors \| + 22s \| \| |                    |                   |          |
| |                    |                   |          |
| Fonte: ProCyclingStats |                    |                   |          |
| Classificação por etapas |                    |                   |          |
| Ciclista | Ciclista           | Equipe            | Tempo    |
| 1. | Alejandro Valverde | Movistar Team     | 3h26m32s |
| 2. | Romain Bardet      | AG2R La Mondiale  | + 0s     |
| 3. | Rigoberto Urán     | Cannondale-Drapac | + 0s     |
| 4. | Michael Woods      | Cannondale-Drapac | + 0s     |
| 5. | Louis Meintjes     | UAE Team Emirates | + 0s     |
| 6. | Alberto Contador   | Trek-Segafredo    | + 3s     |
| 7. | Ion Izagirre       | Bahrain-Merida    | + 15s    |
| 8. | Sergio Henao       | Team Sky          | + 15s    |
| 9. | Simon Yates        | Orica-Scott       | + 15s    |
| 10. | David de la Cruz   | Quick-Step Floors | + 22s    |

| \| Classificação geral \| Classificação geral \| Classificação geral \| Classificação geral \| Classificação geral \| \| Ciclista \| Ciclista \| Equipe \| Tempo \| \| \| ------------------- \| ------------------- \| ------------------- \| ------------------- \| ------------------- \| \| 1. \| Alejandro Valverde \| Movistar Team \| 20h05m18s \| \| \| 2. \| Rigoberto Urán \| Cannondale-Drapac \| + 0s \| \| \| 3. \| Romain Bardet \| AG2R La Mondiale \| + 0s \| \| \| 4. \| Louis Meintjes \| UAE Team Emirates \| + 0s \| \| \| 5. \| Michael Woods \| Cannondale-Drapac \| + 0s \| \| \| 6. \| Alberto Contador \| Trek-Segafredo \| + 3s \| \| \| 7. \| Ion Izagirre \| Bahrain-Merida \| + 15s \| \| \| 8. \| Sergio Henao \| Team Sky \| + 15s \| \| \| 9. \| David de la Cruz \| Quick-Step Floors \| + 19s \| \| \| 10. \| Patrick Konrad \| Bora-Hansgrohe \| + 22s \| \| |                    |                   |           |
| |                    |                   |           |
| Fonte: ProCyclingStats |                    |                   |           |
| Classificação geral |                    |                   |           |
| Ciclista | Ciclista           | Equipe            | Tempo     |
| 1. | Alejandro Valverde | Movistar Team     | 20h05m18s |
| 2. | Rigoberto Urán     | Cannondale-Drapac | + 0s      |
| 3. | Romain Bardet      | AG2R La Mondiale  | + 0s      |
| 4. | Louis Meintjes     | UAE Team Emirates | + 0s      |
| 5. | Michael Woods      | Cannondale-Drapac | + 0s      |
| 6. | Alberto Contador   | Trek-Segafredo    | + 3s      |
| 7. | Ion Izagirre       | Bahrain-Merida    | + 15s     |
| 8. | Sergio Henao       | Team Sky          | + 15s     |
| 9. | David de la Cruz   | Quick-Step Floors | + 19s     |
| 10. | Patrick Konrad     | Bora-Hansgrohe    | + 22s     |

### Etapa 6
| \| Classificação por etapas \| Classificação por etapas \| Classificação por etapas \| Classificação por etapas \| Classificação por etapas \| \| Ciclista \| Ciclista \| Equipe \| Tempo \| \| \| ------------------------ \| ------------------------ \| ------------------------ \| ------------------------ \| ------------------------ \| \| 1. \| Primož Roglič \| LottoNL-Jumbo \| 35m58s \| \| \| 2. \| Alejandro Valverde \| Movistar Team \| + 9s \| \| \| 3. \| Ion Izagirre \| Bahrain-Merida \| + 15s \| \| \| 4. \| Alberto Contador \| Trek-Segafredo \| + 23s \| \| \| 5. \| David de la Cruz \| Quick-Step Floors \| + 34s \| \| \| 6. \| Michael Matthews \| Team Sunweb \| + 41s \| \| \| 7. \| Vasil Kiryienka \| Team Sky \| + 52s \| \| \| 8. \| Diego Ulissi \| UAE Team Emirates \| + 52s \| \| \| 9. \| Víctor de la Parte \| Movistar Team \| + 1m04s \| \| \| 10. \| George Bennett \| LottoNL-Jumbo \| + 1m23s \| \| |                    |                   |         |
| |                    |                   |         |
| Fonte: ProCyclingStats |                    |                   |         |
| Classificação por etapas |                    |                   |         |
| Ciclista | Ciclista           | Equipe            | Tempo   |
| 1. | Primož Roglič      | LottoNL-Jumbo     | 35m58s  |
| 2. | Alejandro Valverde | Movistar Team     | + 9s    |
| 3. | Ion Izagirre       | Bahrain-Merida    | + 15s   |
| 4. | Alberto Contador   | Trek-Segafredo    | + 23s   |
| 5. | David de la Cruz   | Quick-Step Floors | + 34s   |
| 6. | Michael Matthews   | Team Sunweb       | + 41s   |
| 7. | Vasil Kiryienka    | Team Sky          | + 52s   |
| 8. | Diego Ulissi       | UAE Team Emirates | + 52s   |
| 9. | Víctor de la Parte | Movistar Team     | + 1m04s |
| 10. | George Bennett     | LottoNL-Jumbo     | + 1m23s |

## Classificações finais
As classificações finalizaram da seguinte forma:

### Classificação geral
| \| Classificação geral \| Classificação geral \| Classificação geral \| Classificação geral \| Classificação geral \| \| Ciclista \| Ciclista \| Equipe \| Tempo \| \| \| ------------------- \| ------------------- \| -------------------------- \| ------------------- \| ------------------- \| \| 1. \| Alejandro Valverde \| Movistar Team \| 20h41m25s \| \| \| 2. \| Alberto Contador \| Trek-Segafredo \| + 17s \| \| \| 3. \| Ion Izagirre \| Bahrain-Merida \| + 21s \| \| \| 4. \| David de la Cruz \| Quick-Step Floors \| + 44s \| \| \| 5. \| Primož Roglič \| LottoNL-Jumbo \| + 59s \| \| \| 6. \| Louis Meintjes \| UAE Team Emirates \| + 1m19s \| \| \| 7. \| Patrick Konrad \| Bora-Hansgrohe \| + 1m40s \| \| \| 8. \| Sergio Henao \| Team Sky \| + 1m51s \| \| \| 9. \| Rigoberto Urán \| Cannondale-Drapac \| + 1m56s \| \| \| 10. \| Simon Špilak \| Katusha-Alpecin \| + 2m01s \| \| \| 11. \| George Bennett \| LottoNL-Jumbo \| + 2m12s \| \| \| 12. \| Michael Woods \| Cannondale-Drapac \| + 2m16s \| \| \| 13. \| Emanuel Buchmann \| Bora-Hansgrohe \| + 2m22s \| \| \| 14. \| Enric Mas \| Quick-Step Floors \| + 2m23s \| \| \| 15. \| Romain Bardet \| AG2R La Mondiale \| + 2m24s \| \| \| 16. \| Warren Barguil \| Team Sunweb \| + 2m30s \| \| \| 17. \| Nicolas Edet \| Cofidis, Solutions Crédits \| + 2m34s \| \| \| 18. \| Alexis Vuillermoz \| AG2R La Mondiale \| + 2m50s \| \| \| 19. \| Sam Oomen \| Team Sunweb \| + 2m55s \| \| \| 20. \| Giovanni Visconti \| Bahrain-Merida \| + 3m11s \| \| |                    |                            |           |
| |                    |                            |           |
| Fonte: ProCyclingStats |                    |                            |           |
| Classificação geral |                    |                            |           |
| Ciclista | Ciclista           | Equipe                     | Tempo     |
| 1. | Alejandro Valverde | Movistar Team              | 20h41m25s |
| 2. | Alberto Contador   | Trek-Segafredo             | + 17s     |
| 3. | Ion Izagirre       | Bahrain-Merida             | + 21s     |
| 4. | David de la Cruz   | Quick-Step Floors          | + 44s     |
| 5. | Primož Roglič      | LottoNL-Jumbo              | + 59s     |
| 6. | Louis Meintjes     | UAE Team Emirates          | + 1m19s   |
| 7. | Patrick Konrad     | Bora-Hansgrohe             | + 1m40s   |
| 8. | Sergio Henao       | Team Sky                   | + 1m51s   |
| 9. | Rigoberto Urán     | Cannondale-Drapac          | + 1m56s   |
| 10. | Simon Špilak       | Katusha-Alpecin            | + 2m01s   |
| 11. | George Bennett     | LottoNL-Jumbo              | + 2m12s   |
| 12. | Michael Woods      | Cannondale-Drapac          | + 2m16s   |
| 13. | Emanuel Buchmann   | Bora-Hansgrohe             | + 2m22s   |
| 14. | Enric Mas          | Quick-Step Floors          | + 2m23s   |
| 15. | Romain Bardet      | AG2R La Mondiale           | + 2m24s   |
| 16. | Warren Barguil     | Team Sunweb                | + 2m30s   |
| 17. | Nicolas Edet       | Cofidis, Solutions Crédits | + 2m34s   |
| 18. | Alexis Vuillermoz  | AG2R La Mondiale           | + 2m50s   |
| 19. | Sam Oomen          | Team Sunweb                | + 2m55s   |
| 20. | Giovanni Visconti  | Bahrain-Merida             | + 3m11s   |

### Classificação por pontos
| Classificação por pontos | Classificação por pontos | Classificação por pontos | Classificação por pontos | Classificação por pontos |
| Ciclista                 | Ciclista                 | Equipe                   | Pontos                   |                          |
| ------------------------ | ------------------------ | ------------------------ | ------------------------ | ------------------------ |
| 1.                       | Alejandro Valverde       | Movistar Team            | 74 pts                   |                          |
| 2.                       | Michael Matthews         | Team Sunweb              | 69 pts                   |                          |
| 3.                       | Primož Roglič            | LottoNL-Jumbo            | 54 pts                   |                          |
| 4.                       | David de la Cruz         | Quick-Step Floors        | 48 pts                   |                          |
| 5.                       | Michał Kwiatkowski       | Team Sky                 | 40 pts                   |                          |
| 6.                       | Jay McCarthy             | Bora-Hansgrohe           | 36 pts                   |                          |
| 7.                       | Patrick Konrad           | Bora-Hansgrohe           | 31 pts                   |                          |
| 8.                       | Rigoberto Urán           | Cannondale-Drapac        | 29 pts                   |                          |
| 9.                       | Giovanni Visconti        | Bahrain-Merida           | 28 pts                   |                          |
| 10.                      | Rudy Molard              | FDJ                      | 27 pts                   |                          |

### Classificação da montanha
| Classificação da montanha | Classificação da montanha | Classificação da montanha  | Classificação da montanha | Classificação da montanha |
| Ciclista                  | Ciclista                  | Equipe                     | Pontos                    |                           |
| ------------------------- | ------------------------- | -------------------------- | ------------------------- | ------------------------- |
| 1.                        | Alex Howes                | Cannondale-Drapac          | 27 pts                    |                           |
| 2.                        | Yoann Bagot               | Cofidis, Solutions Crédits | 23 pts                    |                           |
| 3.                        | Matteo Montaguti          | AG2R La Mondiale           | 15 pts                    |                           |
| 4.                        | Igor Antón                | Dimension Data             | 14 pts                    |                           |
| 5.                        | Stéphane Rossetto         | Cofidis, Solutions Crédits | 14 pts                    |                           |
| 6.                        | Jack Haig                 | Orica-Scott                | 12 pts                    |                           |
| 7.                        | Louis Meintjes            | UAE Team Emirates          | 10 pts                    |                           |
| 8.                        | Omar Fraile               | Dimension Data             | 10 pts                    |                           |
| 9.                        | Simon Yates               | Orica-Scott                | 10 pts                    |                           |
| 10.                       | Jakob Fuglsang            | Astana                     | 10 pts                    |                           |

### Classificação por equipas
| Classificação por equipes | Classificação por equipes | Classificação por equipes | Classificação por equipes |
| Equipe                    | Equipe                    | Tempo                     |                           |
| ------------------------- | ------------------------- | ------------------------- | ------------------------- |
| 1.                        | Bahrain-Merida            | 62h11m22s                 |                           |
| 2.                        | Movistar Team             | + 1m18s                   |                           |
| 3.                        | Team Sunweb               | + 2m28s                   |                           |
| 4.                        | Sky                       | + 2m38s                   |                           |
| 5.                        | AG2R La Mondiale          | + 4m33s                   |                           |
| 6.                        | Lotto NL-Jumbo            | + 5m25s                   |                           |
| 7.                        | Quick-Step Floors         | + 5m37s                   |                           |
| 8.                        | UAE Team Emirates         | + 6m37s                   |                           |
| 9.                        | Bora-Hansgrohe            | + 10m38s                  |                           |
| 10.                       | Orica-Scott               | + 13m22s                  |                           |

## Evolução das classificações
| Etapa (Vencedor)                | Classificação geral | Classificação de por pontos | Classificação da montanha | Classificação de as metas volantes | Classificação por equipas |
| ------------------------------- | ------------------- | --------------------------- | ------------------------- | ---------------------------------- | ------------------------- |
| 1.ª etapa (Michael Matthews)    | Michael Matthews    | Michael Matthews            | Yoann Bagot               | Lluís Mas                          | Bora-Hansgrohe            |
| 2.ª etapa (Michael Albasini)    | Michael Matthews    | Michael Matthews            | Yoann Bagot               | Lluís Mas                          | Bora-Hansgrohe            |
| 3.ª etapa (David de la Cruz)    | David de la Cruz    | Michael Matthews            | Alex Howes                | Lluís Mas                          | Bora-Hansgrohe            |
| 4.ª etapa (Primož Roglič)       | David de la Cruz    | Michael Matthews            | Alex Howes                | Jonathan Lastra                    | Bahrain Merida            |
| 5.ª etapa (Alejandro Valverde)  | Alejandro Valverde  | Michael Matthews            | Alex Howes                | Lluís Mas                          | Bahrain Merida            |
| 6.ª etapa (CRI) (Primož Roglič) | Alejandro Valverde  | Alejandro Valverde          | Alex Howes                | Lluís Mas                          | Bahrain Merida            |
| Final                           | Alejandro Valverde  | Alejandro Valverde          | Alex Howes                | Lluís Mas                          | Bahrain Merida            |

## UCI World Ranking
A Volta ao País Basco outorga pontos para o UCI WorldTour de 2017 e o UCI World Ranking, este último para corredores das equipas nas categorias UCI ProTeam, Profissional Continental e Equipas Continentais. As seguintes tabelas são o barómetro de pontuação e os corredores que obtiveram pontos:
| Posição             | 1.ª | 2.ª | 3.ª | 4.ª | 5.ª | 6.ª | 7.ª | 8.ª | 9.ª | 10.ª |
| Classificação geral | 400 | 320 | 260 | 220 | 180 | 140 | 120 | 100 | 80  | 68   |
| Por etapa           | 50  | 20  | 8   |     |     |     |     |     |     |      |
| Líder               | 8   |     |     |     |     |     |     |     |     |      |

| Classificação | Classificação      | Classificação     | Classificação | Classificação | Classificação | Classificação |
| Posição       | Ciclista           | Equipa            | Geral         | Etapa         | Líder         | Total         |
| ------------- | ------------------ | ----------------- | ------------- | ------------- | ------------- | ------------- |
| 1.º           | Alejandro Valverde | Movistar Team     | 400           | 70            | 8             | 478           |
| 2.º           | Alberto Contador   | Trek-Segafredo    | 320           | -             | -             | 320           |
| 3.º           | David de la Cruz   | Quick-Step Floors | 220           | 50            | 16            | 286           |
| 4.º           | Primož Roglič      | LottoNL-Jumbo     | 180           | 100           | -             | 280           |
| 5.º           | Ion Izagirre       | Bahrain Merida    | 260           | 8             | -             | 268           |
| 6.º           | Louis Meintjes     | UAE Emirates      | 140           | -             | -             | 140           |
| 7.º           | Patrick Konrad     | Bora-Hansgrohe    | 120           | -             | -             | 120           |
| 8.º           | Sergio Luis Henao  | Sky               | 100           | -             | -             | 100           |
| 9.º           | Michael Matthews   | Sunweb            | 8             | 70            | 16            | 94            |
| 10.º          | Rigoberto Urán     | Cannondale-Drapac | 80            | 8             | -             | 88            |